# Lodewijk I van Württemberg-Urach

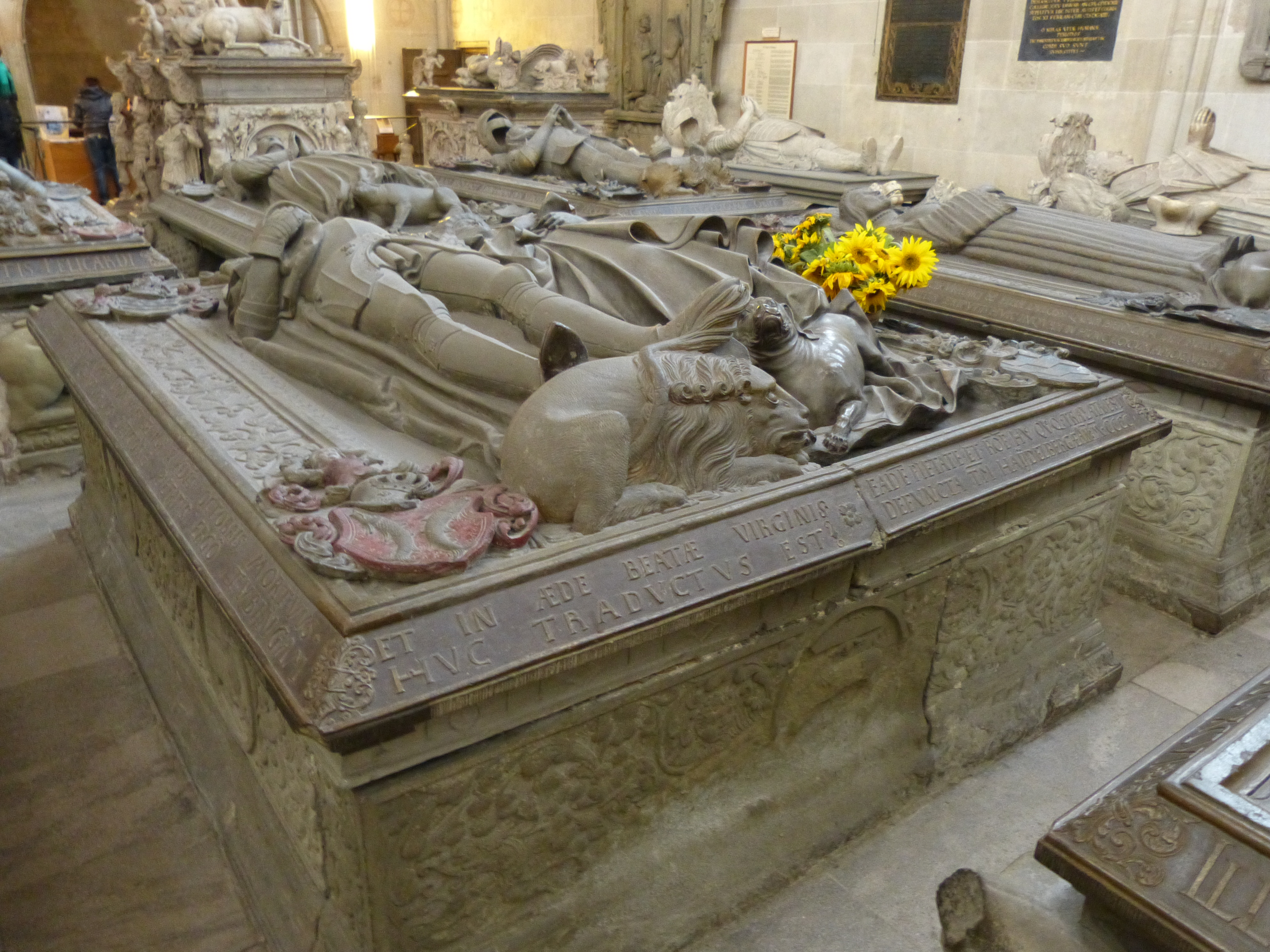
Tombe van Lodewijk I van Württemberg-Urach en Mathilde van de Palts

Lodewijk I van Württemberg-Urach (Urach, 31 oktober 1412 — aldaar, 23 september 1450) was graaf van Württemberg en Württemberg-Urach.
Lodewijk was een zoon van graaf Everhard IV van Württemberg en Henriëtte van Mömpelgard.
Hij stond van 1419 tot 1426 onder voogdij van zijn moeder, samen met zijn broer Ulrich V. Hij regeerde sinds 1426 alleen en vanaf 1433 tot de landsdeling van 1442 samen met zijn broer. Hij was gehuwd met Mathilde, de dochter van keurvorst Lodewijk III van de Palts.
Zijn kinderen waren:
- Mathilde (1436-1495), in 1453 gehuwd met Lodewijk II, landgraaf van Neder-Hessen,
- Lodewijk II (1439-1457) die zijn vader (onder regentschap van zijn moeder) in 1450 zal opvolgen
- Andreas (1443)
- Everhard I (1445-1496) latere co-graaf met zijn oudere broer en nadien solo-heerser in Urach
- Elisabeth (1447-1505), in 1470 gehuwd met Johan II van Nassau-Saarbrücken.

Na de landsdeling was hij graaf van Württemberg-Urach van 1442 tot 1450.